# Plug in Baby
Plug in Baby è un singolo del gruppo musicale britannico Muse, pubblicato il 5 marzo 2001 come primo estratto dal secondo album in studio Origin of Symmetry.

## Descrizione
Quinta traccia di Origin of Symmetry, Plug in Baby è caratterizzato da un assolo iniziale di chitarra, ritenuto uno dei 25 riff più belli di tutti i tempi secondo una lista stilata nel 2004 dalla rivista Total Guitar Magazine. Nel 2010 è stato votato sempre da Total Guitar magazine come il riff più bello degli ultimi dieci anni.
Nel brano, inoltre, il frontman Matthew Bellamy arriva a toccare note molto alte con il falsetto, ascoltabile nella sezione conclusiva del brano.
Nel febbraio 2012, è stata decretata come il quinto ritornello più esplosivo di tutti i tempi dalla rivista New Musical Express.

## Video musicale
Il videoclip, diretto da Howard Greenhalgh, è stato girato in una camera da letto dove si alternano scene del gruppo intento ad eseguire il brano con diverse immagini di donne che, una volta inquadrate per intero, rivelano la loro incompletezza in alcune parti del corpo.

## Colonna sonora
Il singolo appare nella lista tracce del videogioco musicale Guitar Hero 5, gioco nel quale il frontman Matthew Bellamy compare tra i personaggi sbloccabili del gioco.

## Tracce
CD promozionale (Regno Unito)
1. Plug in Baby (Radio Edit) – 3:20

CD singolo (Benelux)
1. Plug in Baby – 3:41
2. Bedroom Acoustics – 2:35

CD singolo – parte 1 (Regno Unito)
1. Plug in Baby – 3:41
2. Nature_1 – 3:40
3. Execution Commentary – 2:30
4. Plug in Baby (Video) – 3:41

CD singolo – parte 2 (Regno Unito)
1. Plug in Baby – 3:41
2. Spiral Static – 4:44
3. Bedroom Acoustics – 2:35

CD maxi-singolo (Australia, Grecia, Regno Unito)
1. Plug in Baby – 3:40
2. Nature_1 – 3:39
3. Execution Commentary – 2:28
4. Spiral Static – 4:46
5. Bedroom Acoustics – 2:37

CD maxi-singolo (Benelux)
1. Plug in Baby – 3:40
2. Nature_1 – 3:39
3. Spiral Static – 4:46
4. Plug in Baby (Video) – 3:41

CD maxi-singolo (Giappone)
1. Plug in Baby – 3:41
2. Nature_1 – 3:40
3. Execution Commentary – 2:30
4. Bedroom Acoustics – 2:35

MC (Regno Unito), 7" (Regno Unito)
- Lato A

1. Plug in Baby – 3:41

- Lato B

1. Nature_1 – 3:40

Download digitale
1. Plug in Baby – 3:37
2. Nature_1 – 3:39
3. Execution Commentary – 2:27
4. Spiral Static – 4:43
5. Bedroom Acoustics – 2:36

## Formazione
Gruppo
- Matthew Bellamy – voce, chitarra, tastiere varie, arrangiamento strumenti ad arco
- Chris Wolstenholme – basso, cori, vibrafono
- Dominic Howard – batteria, percussioni varie

Altri musicisti
- Sara Herbert – violino
- Jacqueline Norrie – violino
- Clare Finnmore – viola
- Caroline Lavelle – violoncello

Produzione
- David Bottrill – produzione, ingegneria del suono
- Muse – produzione, missaggio
- Steve Cooper – ingegneria del suono aggiuntiva
- John Cornfield – missaggio
- Ray Staff – mastering
- Safta Jaffery – produzione esecutiva
- Dennis Smith – produzione esecutiva

## Classifiche
| Classifica (2001) | Posizione massima |
| ----------------- | ----------------- |
| Francia           | 40                |
| Paesi Bassi       | 63                |
| Regno Unito       | 11                |
| Svizzera          | 88                |